# 橋本勝雄
橋本勝雄（はしもと かつお、1967年ー　）は、日本のイタリア文学者、京都外国語大学教授。

## 人物・来歴
1991年京都大学文学部イタリア文学科卒、97年同大学院博士後期課程単位取得退学。京都外国語大学准教授をへて、教授。2016年ウンベルト・エーコ『プラハの墓地』の訳で須賀敦子翻訳賞受賞。

## 翻訳
- 『水に流して カルヴィーノ文学・社会評論集』和田忠彦・大辻康子共訳、朝日新聞社、2000
- ジュゼッペ・パトータ『イタリア語の起源 歴史文法入門』岩倉具忠監修、京都大学学術出版会、2007.4
- ディエゴ・マラーニ『通訳』東京創元社、2007
- ジョルジョ・アガンベン『イタリア的カテゴリー 詩学序説』岡田温司監訳、多賀健太郎・前木由紀共訳、みすず書房 、2010.4
- シモーナ・コラリーツィ『イタリア20世紀史 熱狂と恐怖と希望の100年』村上信一郎監訳、名古屋大学出版会、2010.10
- ウンベルト・エーコ『プラハの墓地』東京創元社、2016.2
- マッシモ・ボンテンペッリ『鏡の前のチェス盤』光文社古典新訳文庫、2017.7
- 『19世紀イタリア怪奇幻想短篇集』光文社古典新訳文庫、2021

## 論文
- <橋本勝雄